# Fania Records
Fania Records es un sello discográfico fundado en la ciudad de Nueva York por el músico dominicano Johnny Pacheco y el productor, promotor y empresario estadounidense Jerry Masucci en 1964. La discográfica tomó su nombre de una antigua canción cubana cantada por Reinaldo Bolaño.
Fania fue conocida por su promoción de la denominada música salsa. La firma comenzó como una pequeña empresa, pero consiguió popularidad luego del éxito de su primer álbum oficial Cañonazo, que contó con Pete "El Conde" Rodríguez como vocalista. Entre las estrellas de Fania se encuentran: 
Héctor Lavoe, Willie Colón, Tito Puente, Celia Cruz, Larry Harlow, Ray Barretto, Ismael Miranda, Ismael Quintana, Bobby Valentin, Rubén Blades, Cheo Feliciano, Yomo Toro  y muchos otros.

## Origen
La historia de Fania se inició en los barrios latinos de Nueva York. Desde la década de los 1930 hasta los años 1960, muchos jóvenes de ascendencia cubana llegaron a Estados Unidos y trajeron consigo sus ritmos musicales. De esta forma, surge un intercambio cultural que trae una mezcla de sonidos de Cuba que revoluciona la historia musical en  Nueva York.
Jerry Masucci creó el sello de "Fania Records" junto con Johnny Pacheco para lanzar a la escena la música popular cubana, dándole un nombre comercial a una síntesis de varios géneros musicales cubanos. En aquella sociedad, Jerry Masucci era el hombre de negocios y Johnny Pacheco el gestor musical encargado de todo lo que correspondía a las producciones musicales y al descubrimiento de nuevos talentos. A este último,  Pacheco, se le atribuye, dentro del contexto de Fania, la creación del concepto conocido como salsa.

## Primera etapa
La orquesta del copropietario del sello, Johnny Pacheco, fue la primera en grabar un disco de larga duración para la nueva discográfica en 1964. En aquel entonces, Pacheco contaba en su orquesta con los cantantes Monguito y Pete "El Conde" Rodríguez. A este grupo se fueron sumando orquestas como la de Ray Barreto, que incluía a Adalberto Santiago como vocalista. Asimismo, se sumó la orquesta de Larry Harlow, "El Judío Maravilloso", con el cantante Ismael Miranda; la orquesta de Willie Colón, con Héctor Lavoe, "el Cantante de los Cantantes", como vocalista; la orquesta de Roberto Roena, llamada el Apollo Sound; la orquesta del arreglista Bobby Valentin y los solistas Justo Betancourt y Santos Colón.
En 1968, cuando Johnny Pacheco todavía dirigía "Fania All Stars", Masucci invitó a otros cantantes a colaborar como músicos con ellos. Comenzaron a tocar en The Red Garter Club, situado en la ciudad de Nueva York; pero fue en 1971 en el Cheetah Club de Manhattan cuando llegaron a convertirse en legendarios: Jhonny Pacheco supo cómo encaminar los talentos de su gente, lo que le ganó el apodo de "El Padrino de la Salsa". Por los años 1970, eligió a Larry Harlow para que fuera el productor de la grabación de las Estrellas de Fania, mientras que Johnny Pacheco ejercía como director. Llegaron incluso a filmar un documental titulado Our Latin Thing (Nuestra Cosa Latina).

## Evolución
Jerry Masucci fue dueño por muchos años de las Estrellas de Fania hasta su fallecimiento en Buenos Aires, Argentina, el 21 de diciembre de 1997. En septiembre de 2005, la compañía Emusica Records adquirió el catálogo de Fania Records, el cual comenzó a digitalizar y comercializar en formato de disco compacto.